# The Drums
The Drums — американский музыкальный коллектив, играющий инди-поп. Он был образован в Нью-Йорке в 2006 году участниками группы Elkland (первоначально Goat Explosion). В настоящее время коллектив издаётся на лейблах Moshi Moshi/Island в Великобритании, Universal в Австралии и Frenchkiss в США. Среди музыкантов, повлиявших на творчество The Drums, участники называют The Wake, The Smiths, Joy Division с New Order, The Tough Alliance, The Legends, The Shangri-Las, The Embassy и Orange Juice.

## История
Основатели Drums Джонатан Пирс и Джейкоб Грэм подружились в детстве, когда были в летнем лагере. Они сформировали группу Goat Explosion, в составе которой играли электро-поп и выступали в Северной Америке. Друзья разошлись на несколько лет: Пирс создал группу Elkland, быстро обратившую на себя внимание и подписавшую контракт с Columbia Records; между тем Грэм сформировал Horse Shoes, которые подписались к Shelflife Records. В конце концов оба устали от электронной музыки и решили отказаться от синтезаторов в пользу гитар. В конце 2006 года они приняли в состав барабанщика Коннора Хэнуика и образовали группу The Drums.
В декабре 2009 года она была заявлена среди 15 исполнителей в коротком списке опроса BBC Sound of 2010, где в итоге заняла пятое место. В голосовании читателей Pitchfork Media группу назвали главной надеждой 2010 года. В первом выпуске за 2010 год журнал New Musical Express поставил The Drums на первое место среди главных рекомендаций на год, они попали в похожий список журнала Clash. В феврале группа выступала в Великобритании в рамках турне, организованном NME наряду с такими исполнителями, как The Maccabees, Bombay Bicycle Club и The Big Pink, а также собиралась играть на разогреве у Florence and the Machine в их турне Cosmic Love. В июне Drums выпустили дебютный эпонимический альбом, который занял 16-е место в британском хит-параде и получил серебряный сертификат от BPI, и разогревали Kings of Leon в Гайд-парке. 16 сентября на страничке Drums на Facebook было объявлено, что гитарист Адам Кесслер покинул группу.
В мае 2011 года стало известно, что группа расширяет концертный состав, в который вошли Майлс Матени и барабанщик Крис Стейн; последнего в июне заменил Дэнни Ли Аллен. The Drums выпустили второй студийный альбом Portamento 5 сентября 2011 года.

## Дискография
- Summertime! (мини-альбом, 2009)
- The Drums (2010)
- Portamento (2011)
- Encyclopedia (2014)
- Abysmal Thoughts (2017)
- Brutalism (2019)
- Nadia (2020)
- MOMMY DON’T SPUNK ME (2021)
- Jonny (2023)